# Az Egyesült Arab Emírségek a 2011-es úszó-világbajnokságon
Az Egyesült Arab Emírségek a 2011-es úszó-világbajnokságon két úszóval vett részt.

## Úszás
Férfi
| Versenyző         | Esemény                        | Selejtező | Selejtező | Elődöntő          | Elődöntő          | Döntő             | Döntő             |
| Versenyző         | Esemény                        | Idő       | Helyezés  | Idő               | Helyezés          | Idő               | Helyezés          |
| ----------------- | ------------------------------ | --------- | --------- | ----------------- | ----------------- | ----------------- | ----------------- |
| Obaid Al Jasmi    | Férfi 200 méteres gyorsúszás   | 1:58.49   | 55        | Nem jutott tovább | Nem jutott tovább | Nem jutott tovább | Nem jutott tovább |
| Obaid Al Jasmi    | Férfi 50 méteres pillangóúszás | 26.20     | 40        | Nem jutott tovább | Nem jutott tovább | Nem jutott tovább | Nem jutott tovább |
| Mubarak Al Besher | Férfi 50 méteres mellúszás     | 30.02     | 38        | Nem jutott tovább | Nem jutott tovább | Nem jutott tovább | Nem jutott tovább |
| Mubarak Al Besher | Férfi 100 méteres mellúszás    | 1:06.70   | 69        | Nem jutott tovább | Nem jutott tovább | Nem jutott tovább | Nem jutott tovább |